# Bludné duše
Román Bludné duše je nejvýznamnějším vlastenecko-historickým dílem spisovatele a kněze Václava Beneše Třebízského. Román vycházel nejprve po částech v časopise Osvěta, a to během roku 1879, knižně vyšel v roce 1882. Děj románu se odehrává v době Josefa II., konkrétně v 80. letech 18. století na Slánsku v podlesí. Románem nás provází vševědoucí vypravěč, který se komunikačně stylizuje do role vzdělaného zapisovatele nebo do postavy svědka sledujícího událost. Vypravování nese autobiografické prvky. Román zobrazuje zvyky, tradice a život venkovského lidu. Je bohatý na charakteristiku postav a popis krajiny. Hlavním tématem je postupné utlačování českých sedláků s vlasteneckým cítěním a protipanským smýšlením, které vyústí v povstání. Objevuje se např. motiv lásky, zrady, víry, vzpoury, surovosti, nemoci a smrti.

## Charakteristika postav
Hlavním hrdinou je prostý lid, který má vysoké morální kvality, národní hrdost a ctí věrnost k českému jazyku. Jedná se převážně o dějově nosné epizodní postavy. Během vyprávění se setkáváme s osudy jednotlivých rodin, které se navzájem prolínají.
Sedlák Květ, rychtář, dobrý člověk s vlasteneckým cítěním. Jeho dcera Světluška, krásná, hodná, ráda čte knihy. Ouřada, švagr Květa, hamižný, neoblíbený, donáší vrchnosti. Vavřina, syn Ouřady, doplácí na otcovo chování a je nešťastně zamilovaný do Světlušky. Mladý páter, který podporuje obyvatele v myšlence vlastenectví.
Další postavou je Refunda, tajemný tulák, který nosí obyvatelům vesnic české knihy. Na konci díla odkrývá svou pravou identitu a představuje se jako hrabě Kolovrat, milovaný princezny Lucílie. Princezna Lucílie, výjimka z královského rodu, která za svého života navštěvovala spolu s knížetem Kolovratem vesnici v podlesí. Zamilovala si venkovský lid, přiučila se prostým zvykům, písním a českému jazyku.

## Děj
Do Květova stavení přichází tajemný Refunda přinášející české knihy, které si pak společně předčítají. Ne každý vítá Refundu s otevřenou náručí. Jedním takovým je sedlák Ouřada, který opovrhuje českým venkovem a závidí Květovi funkci rychtáře.
Jednoho dne přijde Květovi úřední psaní, aby dorazili sedláci na panský dvůr a posloužili panstvu při lovu, ale svůj rodný jazyk nechali doma. Rychtář Květ a několik dalších obyvatel odmítají dodržet panská nařízení. Sedlák Ouřada a pár dalších se vydávají na dvůr a je s nimi jednáno jako se zvěří, jeden z nich je dokonce lhostejně zabit. Za neuposlechnutí nařízení je Květovi odebrána funkce rychtáře, která je následně přidělena neoblíbenému Ouřadovi. Podlešáci se cítí být utlačováni novými zákazy a nařízeními. Ouřada udává Květa za porušení příkazů. Ten je na Štědrý den spolu s dalším sedlákem odveden do vězení. Zhoršující se situace přináší vzpouru vesnického lidu. Refunda vysvobozuje Květa z vězení, a společně se pak přidávají k rebeliím, které započali v okolních vesnicích pod vedením sedláka Rozhody.
Během toho, co probíhají nepokoje, kníže přemýšlí nad rozbouřeným lidem u obrazu své zesnulé sestry Lucílie. Ta k němu promlouvá a obhajuje český lid. Kníže ji neuposlechne a přípravy na boj vrcholí. Sedláci se nacházejí ve Svatogothardského dolíku, který je opředený legendami o bludných duších. „Bludné duše šli si podřímnout a odpočinout, protože ode dneška přiznaly se k nim jejich děti a od té chvíle zaberou jejich místa Podlešáci s kosami, cepy a podávkami…“ Knížecí poslové je přichází naposledy varovat. Refunda se s nimi vydává za knížetem, kterému se představuje pod pravou identitou a předává mu poslední vůli jeho sestry Lucílie. Kníže plní její přání, ukončuje spory a vydává rozkazy pro zmírnění roboty a svobodu českého jazyka. Před ukončením boje je kvůli Vavřinově žárlivosti zraněn mladý páter, kterého má ráda Světluška. O několik let později se setkává Světluška s raněným Vavřinou, který zavinil páterovu smrt, odpouští mu a on umírá. Od té doby není ve Svatogothardského dolíku žádné bludné duše.

## Recenze
Recenze knihy se objevuje např. v Rudém právu z roku 1971, kde se autorka Hana Hrzalová, česká literární historička, zmiňuje o upadajícím zájmu o literární tvorbu V. B. Třebízského. Vnímá román jako hodnotné a aktuální dílo, které vyzdvihuje národní a sociální tendence.
„Bludné duše jen znovu připomínají, že Třebízského dílo představuje ve vývoji české historické beletrie významnou etapu, v jeho povídkách a románech má svůj počátek beletristická interpretace české historie jako zápasu o národní a sociální spravedlnost, kdy tvůrcem národní velikosti a života je prostý lid, u Třebízského vždy šlechetný a krásný.“

## Filmová adaptace

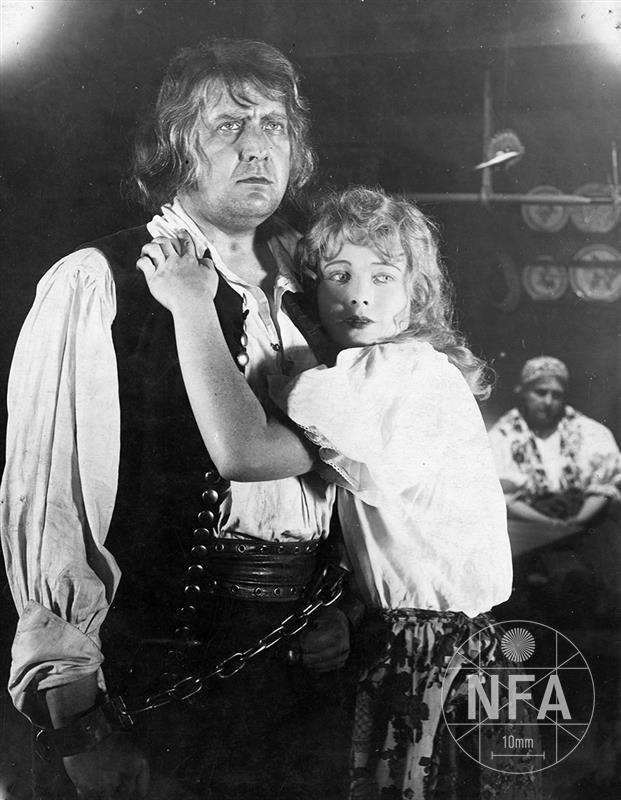
Rychtář (Theodor Pištěk) a Světluška (Máňa Ženíšková) ve filmové adaptaci.

Filmový snímek inspirovaný románem Bludné duše pochází z roku 1926, kdy byl natočen režisérem Janem W. Speergerem. Jedná se o hraný dlouhometrážní němý film s českými mezititulky. Dochovala se pouze část filmu.